# Падрела-и-Тазен
Падрела-и-Тазен (порт. Padrela e Tazem)  —  район (фрегезия) в Португалии,  входит в округ Вила-Реал. Является составной частью муниципалитета  Валпасуш. По старому административному делению входил в провинцию Траз-уж-Монтиш и Алту-Дору. Входит в экономико-статистический  субрегион Алту-Траз-уш-Монтеш, который входит в Северный регион. Население составляет 469 человек на 2001 год. Занимает площадь 28,64 км².